# Chaetopoa
Chaetopoa es un género de plantas herbáceas perteneciente a la familia de las poáceas. Es originario de Tanzania. Comprende 2 especies descritas y aceptadas.

## Taxonomía
El género fue descrito por Charles Edward Hubbard y publicado en Hooker's Icones Plantarum 37: t. 3646. 1967.

## Especies aceptadas
A continuación se brinda un listado de las especies del género Chaetopoa aceptadas hasta abril de 2014, ordenadas alfabéticamente. Para cada una se indica el nombre binomial seguido del autor, abreviado según las convenciones y usos.
- Chaetopoa pilosa Clayton
- Chaetopoa taylori C.E. Hubb.